# Inde
De Inde is een zijrivier van de Roer. De Inde ontspringt bij Raeren in de Belgische Oostkantons en stroomt door Aken-Kornelimünster, Eschweiler en Inden om bij Jülich in de Roer uit te monden. Vanwege bruinkoolwinning is de rivier bij Inden-Lamersdorf in 2003 omgeleid.
Beken die in de Inde uitmonden zijn onder meer de Iterbach, Omerbach, Otterbach, Saubach, Vichtbach en de Wehebach.
De Inde kreeg historisch belang toen koning Lodewijk de Vrome in 815 bij een rivier-overgang het klooster Kornelimünster stichtte. De bovenloop van de Inde snijdt tussen Stolberg en Eschweiler steenkoollagen aan die van de middeleeuwen tot 1944 werden ontgonnen en die de basis vormden van de industrialisering in het Akens steenkoolbekken.